# Macrobrachium venustum
Macrobrachium venustum is een garnalensoort uit de familie van de Palaemonidae. De wetenschappelijke naam van de soort is voor het eerst geldig gepubliceerd in 1919 door Parisi.